# Brudzewice (województwo zachodniopomorskie)
Brudzewice (niem. Brüsewitz) – wieś w Polsce położona w województwie zachodniopomorskim, w powiecie stargardzkim, w gminie Suchań, położona na północny zachód od Suchania (siedziby gminy) i na wschód od Stargardu (siedziby powiatu).
| SIMC    | Nazwa              | Rodzaj    |
| ------- | ------------------ | --------- |
| 0783982 | Kolonia Brudzewice | część wsi |
| 0783999 | Zaolzie            | część wsi |

W latach 1954–1961 wieś należała i była siedzibą władz gromady Brudzewice, po jej zniesieniu w gromadzie Pęzino. W latach 1975–1998 miejscowość administracyjnie należała do województwa szczecińskiego.